# Нанькай
Нанька́й (кит. упр. 南开, пиньинь Nánkāi) — район городского подчинения города центрального подчинения Тяньцзинь (КНР).

## Население
Местные жители говорят на тяньцзиньском диалекте.

## Административное деление
Район Нанькай делится на 12 уличных комитетов.

## Образование
- Тяньцзиньский университет
- Нанькайский университет

## Достопримечательности
- Тяньцзиньский музей
- Тяньцзиньский аквапарк
- Тяньцзиньский зоопарк
- Стадион Олимпийского центра в Тяньцзине
- Древняя культурная улица[2]